# リボンジュース
リボンジュース(RIBBON JUICE)とは、かつてサッポロビール（現サッポロホールディングス）で売られていた、ジュース飲料の総称。

## 概要
発売後、JAS法の改正により、果汁100%でないものをジュースと表記できなくなったため、濃縮タイプのものを除いてリボンオレンジなどの表記に変わった。
現在では濃縮タイプのものは生産終了しており、リボンオレンジなどは製法などをリニューアルして販売されている。

## 主な出来事
- 1970年11月5日、缶入り「リボンジュース・オレンジ」が原因で集団食中毒が発生。ジュースから高濃度のスズが検出されたため、東京都衛生局が販売停止を指示した[1]。原因は製造元の日本柑橘工業の浄水機が故障し[2]、硝酸性イオンが高くなったことで缶素材のスズが溶出したものと見られている[3]。缶のメッキが溶け出すことが原因による食中毒は、前年にも他社のトマトジュースで発生していた[4]。また、事件を契機に検査が行われた結果、6社の製品で基準超過例が確認された。